# SQ MUSIC
SQ MUSIC（エスキューミュージック、SQミュージック）は、スクウェア・エニックスの発売するゲームミュージックのアレンジコンピレーション・アルバムのシリーズ。「SQシリーズ」「SQ TRACKS」とも表記される。全アルバム全曲とも、新旧ゲーム作品のBGMをリミックス・カバーして収録している。
以下、収録曲の欄では編曲者の名前のみ記載する。

## Love SQ
2009年11月25日発売。『ファイナルファンタジーシリーズ』、『クロノ・トリガー』、『ロマンシング サ・ガ』、『聖剣伝説 LEGEND OF MANA』よりアレンジ。
収録曲
1. FINAL FANTASY メインテーマ
  - 『ファイナルファンタジーシリーズ』
PE'Z

2. 遙かなる時の彼方へ
  - 『クロノ・トリガー』
livetune

3. クロノトリガー
  - 『クロノ・トリガー』
NOVOISKI

4. カエルのテーマ〜戦闘勝利 (SEXY-SYNTHESIZER remix) 
  - 『クロノ・トリガー』
SEXY-SYNTHESIZER

5. チョコボのテーマ
  - 『ファイナルファンタジーシリーズ』
グッドラックヘイワ

6. 想いは遠くマナの樹に寄せて Theme of Mana〜ホームタウンドミナ
  - 『聖剣伝説 Legend of Mana』
muZik

7. 悠久の風 (migratory birds mix)
  - 『ファイナルファンタジーIII』
DE DE MOUSE

8. Romancing Sa・Ga (note native remix) オープニングタイトル〜バトル1〜決戦！サルーイン〜エンディングテーマ
  - 『ロマンシング サ・ガ』
note native

9. ビッグブリッヂの死闘〜妖星乱舞〜片翼の天使
  - 『ファイナルファンタジーV』『ファイナルファンタジーVI』『ファイナルファンタジーVII』
→Pia-no-jaC←

10. プレリュード
  - 『ファイナルファンタジーシリーズ』
no.9

## Chill SQ
2010年5月26日発売。『ファイナルファンタジーシリーズ』、『ライブ・ア・ライブ』、『フロントミッション』、『魔界塔士Sa・Ga』、『聖剣伝説 -ファイナルファンタジー外伝-』よりアレンジ。
収録曲
1. Rising Sun〜果てしなき戦場〜Requiem
  - 『聖剣伝説 -ファイナルファンタジー外伝-』
Kenmochi Hidefumi

2. 愛のテーマ
  - 『ファイナルファンタジーIV』
UYAMA HIROTO

3. メインテーマ
  - 『魔界塔士Sa・Ga』
Mitsuto Suzuki

4. Within Living Memory...
  - 『フロントミッション』
okadada

5. WARM A LIVE〜LIVE OVER AGAIN
  - 『ライブ・ア・ライブ』
RE:NDZ

6. アリア
  - 『ファイナルファンタジーVI』
Q;indivi

7. 親愛なる友へ
  - 『ファイナルファンタジーV』
小瀬村晶

## More SQ
2011年3月2日発売。『ファイナルファンタジーシリーズ』、『サガ フロンティア2』、『クロノ・トリガー』、『ライブ・ア・ライブ』、『ニーア ゲシュタルト/レプリカント』よりアレンジ。ジャケットイラストは吉田明彦による描き下ろし。
収録曲
1. MAIN THEME 〜ROCKETMAN LOVE & COURAGE MIX〜
  - 『ファイナルファンタジーシリーズ』
ROCKETMAN

2. メインテーマ
  - 『ファイナルファンタジーV』
JABBERLOOP

3. Dugem DE チョコボ
  - 『ファイナルファンタジーシリーズ』
Shisotex

4. 風の憧憬
  - 『クロノ・トリガー』
→Pia-no-jaC←

5. Rosenkranz
  - 『サガ フロンティア2』
SAKEROCK

6. カイネ/救済
  - 『ニーア ゲシュタルト&レプリカント』
sasakure.UK

7. メガロマニア
  - 『ライブ・ア・ライブ』
Idiot Pop

8. 世界変革の時
  - 『クロノ・トリガー』
ELECTROCUTICA

9. The Extreme
  - 『ファイナルファンタジーVIII』
mouse on the keys

10. 仲間を求めて
  - 『ファイナルファンタジーVI』
SPECIAL OTHERS

11. プレリュード
  - 『ファイナルファンタジーシリーズ』
RE:NDZ

12. Melodies Of Life
  - 『ファイナルファンタジーIX』
畠山美由紀 meets 平戸祐介トリオ

13. メインテーマ
  - 『ファイナルファンタジーシリーズ』
栗コーダーカルテット

### SQ TRAX
2011年4月27日発売。『More SQ』の発売を記念し、ヴィレッジヴァンガードにて1,000枚限定で発売されたアナログレコード。このレコード限定の楽曲2曲と、過去シリーズからの再録4曲を収録。
収録曲
SIDE-A
1. 悠久の風 (fly away birds mix)
  - 『ファイナルファンタジーIII』（『SQ TRAX』アナログ限定楽曲）
DE DE MOUSE

2. Dugem DE チョコボ
  - 『ファイナルファンタジーシリーズ』（from 『More SQ』）
Shisotex

3. メガロマニア
  - 『ライブ・ア・ライブ』（from 『More SQ』）
Idiot Pop

SIDE-B
1. アリア by Q;indivi
  - 『ファイナルファンタジーVI』（『SQ TRAX』アナログ限定楽曲）
RE:NDZ

2. カエルのテーマ〜戦闘勝利 (SEXY-SYNTHESIZER remix) 
  - 『クロノ・トリガー』（from 『Love SQ』）
SEXY-SYNTHESIZER

3. Rising Sun〜果てしなき戦場〜Requiem
  - 『聖剣伝説 -ファイナルファンタジー外伝-』（from 『Chill SQ』）
Kenmochi Hidefumi

## SQ Chips
2011年9月7日発売。『ファイナルファンタジーシリーズ』、『聖剣伝説シリーズ』、『サガシリーズ』、『クロノ・トリガー』、『ゼノギアス』、『アインハンダー』、『プロジェクトシルフィード』、『ブレイヴフェンサー 武蔵伝』、『ナナシ ノ ゲエム』よりアレンジ。ジャケットイラストは大久保篤による描き下ろし。
収録曲
1. クロノ・トリガー
  - 『クロノ・トリガー』
DJ OMKT & MJ

2. バトル2
  - 『ファイナルファンタジーIII』
ヒゲドライバー

3. 閃光
  - 『ファイナルファンタジーXIII』
Hidekazu Tanaka(MONACA)

4. 風が呼ぶ、蒼穹のシェバト
  - 『ゼノギアス』
SEXY-SYNTHESIZER

5. エンタープライズ空を飛ぶ〜巨大戦艦インビンシブル
  - 『ファイナルファンタジーIII』
Shisotex

6. 子午線の祀り
  - 『聖剣伝説2』
(S_S)

7. ティナのテーマ
  - 『ファイナルファンタジーVI』
203soundworks

8. エアリスのテーマ
  - 『ファイナルファンタジーVII』
芳川よしの

9. Ronfaure
  - 『ファイナルファンタジーXI』
muZik

10. アインハンダー&プロジェクトシルフィードメドレー
  - 『アインハンダー』『プロジェクトシルフィード』 
the3rdmimi

11. 水のほとり
  - 『ファイナルファンタジーXII』
Mitsuto Suzuki

12. Sa・Ga2 秘宝伝説メドレー
  - 『Sa・Ga2 秘宝伝説』
ヒゲドライバー

13. Eyes On Me
  - 『ファイナルファンタジーVIII』
Another Infinity

14. スカル＝ピオン
  - 『ブレイヴフェンサー 武蔵伝』
Q/11A E07

15. ナナシ ノ テエマ
  - 『ナナシ ノ ゲエム』
(S_S)

16. 最後の決戦〜マナの神殿
  - 『聖剣伝説 -ファイナルファンタジー外伝-』
SEXY-SYNTHESIZER

17. キャラクターメドレー
  - 『クロノ・トリガー』
DJ OMKT & MJ

18. エンディング・メドレー
  - 『ファイナルファンタジーIV』『ファイナルファンタジーV』『ファイナルファンタジーVI』
SEXY-SYNTHESIZER

### SQ Chips 特典CD
また、ヴィレッジヴァンガード購入者限定の初回購入特典CDも存在した。
ヴィレッジヴァンガード購入者特典CD 収録曲
1. プレリュード (Live Ver.)
  - 『ファイナルファンタジーシリーズ』
muZik

2. Chip de Chocobo
  - 『ファイナルファンタジーシリーズ』
Mitsuto Suzuki

3. スカル＝ピオン (Outtake Ver.)
  - 『ブレイヴフェンサー 武蔵伝』
Q/11A E07

4. 新しき世界
  - 『ファイナルファンタジーV』
(S_S)

5. いつか帰るところ
  - 『ファイナルファンタジーIX』
(S_S)

6. マトーヤの洞窟 (Live Ver.)
  - 『ファイナルファンタジー』
muZik

## Cafe SQ
2011年11月23日発売。『ファイナルファンタジーシリーズ』、『ゼノギアス』、『クロノ・トリガー』、『クロノ・クロス』、『ロマンシング サ・ガ2』よりアレンジ。ジャケットイラストは枢やなによる描き下ろし。
収録曲
1. 想い出のオルゴール〜はるかなる故郷
  - 『ファイナルファンタジーV』
ぺさま

2. でぶチョコボあらわる〜チョコボのテーマ
  - 『ファイナルファンタジーシリーズ』
RÄFVEN

3. 愉快なスペッキオ〜ゴンザレスのお歌
  - 『クロノ・トリガー』
Little Fats & Swingin' Hot Shot Party

4. 時の回廊
  - 『クロノ・トリガー』
kous

5. ラスダン〜デュープリズムのテーマ
  - 『デュープリズム』
millstones

6. ジョニー・C・バッド
  - 『ファイナルファンタジーVI』
KING COLUMBIA

7. マトーヤの洞窟
  - 『ファイナルファンタジー』
デッドボールP

8. あの丘を越えて
  - 『ファイナルファンタジーIX』
yuxuki waga

9. 時のみる夢
  - 『クロノ・クロス』
Manami Morita

10. ラストバトル
  - 『ロマンシング サ・ガ2』
sasakure.UK

11. 組曲ゼノギアス
  - 『ゼノギアス』
ピアニート公爵

12. ローズ・オブ・メイ
  - 『ファイナルファンタジーIX』
Serph

13. 素敵だね
  - 『ファイナルファンタジーX』
SmileR feat. みぃな（さよならポニーテール）

14. F.F.VIIメインテーマ
  - 『ファイナルファンタジーVII』
The Reign Of Kindo

15. トロイア国
  - 『ファイナルファンタジーIV』
Schroeder-Headz

### Cafe SQ 特典CD
また、ヴィレッジヴァンガード購入者限定、タワーレコード購入者限定の初回購入特典CDも存在した。それぞれの収録曲は3曲目までは共通だが、4曲目が異なっている。
ヴィレッジヴァンガード購入者特典CD 収録曲
1. 運命のコイン
  - 『ファイナルファンタジーVI』
Kenmochi Hidefumi

2. FINAL FANTASY XIII〜誓い〜
  - 『ファイナルファンタジーXIII』
Serph

3. アリア
  - 『ファイナルファンタジーVI』
The Reign Of Kindo

4. Live @2.5D
  - ライブイベント「SQ Party」より
SEXY-SYNTHESIZER feat. (S_S)

タワーレコード購入者特典CD 収録曲
1. 運命のコイン
  - 『ファイナルファンタジーVI』
Kenmochi Hidefumi

2. FINAL FANTASY XIII〜誓い〜
  - 『ファイナルファンタジーXIII』
Serph

3. アリア
  - 『ファイナルファンタジーVI』
The Reign Of Kindo

4. F.F.VIIメインテーマ（ロングVer.）
  - 『ファイナルファンタジーVII』
The Reign Of Kindo

### SQ MUSIC: Special MEGA Mix CD
2011年11月23日より「SQ Loversキャンペーン」として、これまでのSQシリーズ5作のどれかを購入すると、過去のシリーズからの曲をノンストップメドレーでロングバージョンREMIXにした限定CD「SQ MUSIC: Special MEGA Mix CD」がプレゼントされた。
SQ MUSIC: Special MEGA Mix CD 収録曲
1. SQ MEGAMIX: Ver.S
2. SQ MEGAMIX: Ver.Q

## Battle SQ
2012年7月4日発売（『Beer SQ』と同時発売）。『ファイナルファンタジーシリーズ』、『聖剣伝説シリーズ』、『サガシリーズ』、『クロノ・トリガー』、『ライブ・ア・ライブ』、『ルドラの秘宝』、『チョコボの不思議なダンジョン』、『シグマ ハーモニクス』よりアレンジ。ジャケットイラストは山下良平による描き下ろし。
収録曲
1. 勝利
  - 『ファイナルファンタジーシリーズ』
Dubscribe

2. KNOCK YOU DOWN!〜最強-VICTORY ROAD-
  - 『ライブ・ア・ライブ』
Miss Modular

3. バトル1〜最後の戦い
  - 『ファイナルファンタジーIV』
shibuyamicrofuture

4. Mißgestalt & Todesengel
  - 『サガ フロンティア2』
Millstones

5. 怒闘
  - 『魔界塔士 Sa・Ga』
Novoiski

6. nuclear fusion
  - 『聖剣伝説3』
ゆに

7. 希望与えし 「戌吠の神楽」
  - 『シグマ ハーモニクス』
Lemm

8. 在中国的戦闘〜鳥児在天空飛翔 魚児在河里游泳
  - 『ライブ・ア・ライブ』
The LASTTRAK

9. 戦えチョコボ!
  - 『チョコボの不思議なダンジョン』
SmileR

10. The Spirit Chaser (SURLENT)
  - 『ルドラの秘宝』
ステルスボーイズ

11. 橋上の戦い
  - 『ファイナルファンタジータクティクス』
AVTechNO!（アドバンステクノ）

12. 七英雄バトル
  - 『ロマンシング サ・ガ2』
NOISIAVISION

13. 魔王決戦
  - 『クロノ・トリガー』
Sword of the Far East

14. 独りじゃない
  - 『ファイナルファンタジーIX』
REXER

### Battle SQ 特典CD
初回購入特典CDも存在した。
1. Maybe I'm a Lion
  - 『ファイナルファンタジーVIII』
Fumiaki Kobayashi

2. LIVE A LIVE MEGAMIX
  - 『ライブ・ア・ライブ』
PsycheSayBoom!!!

3. カエルのテーマ (NOVOISKI REMIX)
  - 『クロノ・トリガー』
NOVOISKI

4. エンディングメドレー (NOVOISKI REMIX)
  - 『ファイナルファンタジーシリーズ』
NOVOISKI

5. SQ Party Level. 3 Live Set
  - ライブイベント「SQ Party」より
ステルスボーイズ

## Beer SQ
2012年7月4日発売（『Battle SQと同時発売』）。『ファイナルファンタジーシリーズ』、『聖剣伝説シリーズ』、『サガシリーズ』、『クロノ・トリガー』、『ライブ・ア・ライブ』よりアレンジ。ジャケットイラストはおうひと佐也可による描き下ろし。
収録曲
1. FINAL FANTASY メインテーマ
  - 『ファイナルファンタジーシリーズ』
RÄFVEN

2. ゴールドソーサー
  - 『ファイナルファンタジーVII』
Elequest Of Table

3. ガルディア王国千年祭
  - 『クロノ・トリガー』
ブルームーンカルテット

4. Roman&Vorspiel
  - 『サガ フロンティア2』
Drakskip

5. Can You Fly Sister?
  - 『聖剣伝説3』
Mohikan Family's

6. WANDERER
  - 『ライブ・ア・ライブ』
RF

7. スピナッチ・ラグ〜キャラメドレー
  - 『ファイナルファンタジーVI』
Rio Okano

8. プレリュード
  - 『ファイナルファンタジーシリーズ』
ヨシダダイキチ (AlayaVijana)

### Beer SQ 特典CD
初回購入特典CDも存在した。
1. 旅の七人
  - 『アンリミテッド:サガ』
Sword of the Far East

2. SQ Party Level. 3 Live Set
  - ライブイベント「SQ Party」より
牧歌電子

3. SQ Party Level. 3 Live Set
  - ライブイベント「SQ Party」より
ヒゲドライバー (chip-style)

## SQ Chips2
2012年7月25日発売。『ファイナルファンタジーシリーズ』、『聖剣伝説シリーズ』、『ライブ・ア・ライブ』、『バハムートラグーン』、『トバルNo.1』、『パラサイト・イヴ』、『ゼノギアス』、『クロノ・クロス』、『ベイグラントストーリー』よりアレンジ。ジャケットイラストは大久保篤による描き下ろし。
収録曲
1. Prologue Movie
  - 『ファイナルファンタジータクティクス』
(S_S)

2. ビッグブリッヂの死闘
  - 『ファイナルファンタジーV』
pocomeko

3. PRIMAL EYES
  - 『パラサイト・イヴ』
ヒゲドライバー (chip-style)

4. TOBAL NO.1/Hills of Jugon
  - 『トバルNo.1』
牧歌電子

5. 星を盗んだ少女〜夢のかけら
  - 『クロノ・クロス』
Hidekazu Tanaka (MONACA)

6. 空駆けるハイウインド
  - 『ファイナルファンタジーVI』
Saitone

7. グレイランド事件クライマックス
  - 『ベイグラントストーリー』
noreason

8. シーモアバトル
  - 『ファイナルファンタジーX』
Kplecraft

9. 守るべき秩序
  - 『ディシディアファイナルファンタジー』
hally

10. 中ボスバトル
  - 『バハムートラグーン』
Kplecraft

11. 飛翔
  - 『ゼノギアス』
梟乃森啓人

12. ホームタウンドミナ
  - 『聖剣伝説 LEGEND OF MANA』
SmileR

13. オープニングテーマ
  - 『ファイナルファンタジーシリーズ』
YMCK

14. LIVE FOR LIVE
  - 『ライブ・ア・ライブ』
SEXY-SYNTHESIZER

### SQ Chips2 特典CD
また、ヴィレッジヴァンガード購入者限定、タワーレコード購入者限定の初回購入特典CDも存在した。それぞれの収録曲は2曲目までは共通だが、3・4曲目が異なっている。
ヴィレッジヴァンガード購入者特典CD 収録曲
1. アリア
  - 『ファイナルファンタジーVI』
Q;indivi RE:NDZ remix

2. 少女リディア
  - 『ファイナルファンタジーIV』
牧歌電子

3. クレイジーモーターサイクル
  - 『ファイナルファンタジーVI』
Calla Solid

4. ライトニングのテーマ
  - 『ファイナルファンタジーXIII』
TR-88

タワーレコード購入者特典CD 収録曲
1. アリア
  - 『ファイナルファンタジーVI』
Q;indivi RE:NDZ remix

2. 少女リディア
  - 『ファイナルファンタジーIV』
牧歌電子

3. 聖剣伝説2 メドレー
  - 『聖剣伝説2』
ぺさま

4. 背負うもの〜The Price of Freedom
  - 『クライシス コア ファイナルファンタジーVII』
音更

## FINAL FANTASY TRIBUTE-THANKS-
2012年12月5日発売。ファイナルファンタジーシリーズ生誕25周年を祝したシリーズ初のトリビュートアルバム。SQ MUSICシリーズには含まれないが、SQシリーズでおなじみのアーティストたちが集結しており、後述の「RARE SQ」が購入特典として配布され、それとは別に公式サイト上の期間限定企画「RARE SQ TURBO」として特別なダウンロード音源が配布された。

### RARE SQ
『FINAL FANTASY TRIBUTE-THANKS-』のヴィレッジヴァンガード購入者限定、タワーレコード購入者限定の初回購入特典CD。単体では発売されていない。

## Cure SQ
2013年12月11日発売。『サガシリーズ』、『ファイナルファンタジーシリーズ』、『ライブ・ア・ライブ』、『クロノ・トリガー』よりアレンジ。ジャケットイラストは押切蓮介による描き下ろし。
収録曲
いずれも演奏は栗コーダーカルテット。
1. オーバーチュア〜オープニング
  - 『ロマンシング サ・ガ』
栗原正己

2. Eat the meat
  - 『魔界塔士 サ・ガ』
関島岳郎

3. ビッグブリッヂの死闘
  - 『ファイナルファンタジーV』
関島岳郎

4. ゴゴのテーマ〜スラムシャッフル
  - 『ファイナルファンタジーVI』
栗原正己

5. 勝利
  - 『ファイナルファンタジー』
栗原正己

6. 赤い翼
  - 『ファイナルファンタジーIV』
関島岳郎

7. Go! Go! ブリキ大王!!
  - 『ライブ・ア・ライブ』
川口義之

8. 風の憧憬
  - 『クロノ・トリガー』
栗原正己

9. デブチョコボ登場
  - 『ファイナルファンタジーIV』
関島岳郎

10. ガウのテーマ〜リルムのテーマ
  - 『ファイナルファンタジーVI』
近藤研二

11. メインテーマ
  - 『ファイナルファンタジー』
栗原正己

### Cure SQ 特典CD
また、ヴィレッジヴァンガード購入者限定、タワーレコード購入者限定、TSUTAYA/WonderGOO/HMV購入者限定の初回購入特典CDも存在した。いずれも未発表音源2曲（次作『SQ SWING』収録予定曲のショートバージョン含む）＋既存収録音源1曲の組み合わせとなっている。
ヴィレッジヴァンガード購入者特典CD 収録曲
1. 飛翔
  - 『ゼノギアス』（未発表音源）
RF

2. FINAL FANTASY III “メドレー”
  - 『ファイナルファンタジーIII』（未発表音源）
DJ DRAGON featuring NAOrchestra

3. WARM A LIVE〜LIVE OVER AGAIN
  - 『ライブ・ア・ライブ』（from 『Chill SQ』）
RE:NDZ

タワーレコード購入者特典CD 収録曲
1. 碧空
  - 『フロントミッション ガンハザード』（未発表音源）
NOVOISKI

2. 森が教えてくれたこと
  - 『聖剣伝説2』（from 『SQ SWING』、1分程度のshort ver.）
Drakskip

3. アリア
  - 『ファイナルファンタジーVI』（from 『Chill SQ』）
Q;indivi

Tsutaya/WonderGOO/HMV購入者特典CD 収録曲
1. プレリュード
  - 『ファイナルファンタジー』（未発表音源）
DJ OMKT

2. サラのテーマ
  - 『クロノ・トリガー』（from 『SQ SWING』、1分程度のshort ver.）
Drakskip

3. Rising Sun〜果てしなき戦場〜Requiem
  - 『聖剣伝説 -ファイナルファンタジー外伝-』（from 『Chill SQ』）
Kenmochi Hidefumi

## SQ SWING
2014年5月28日発売。『ファイナルファンタジーシリーズ』、『サガシリーズ』、『聖剣伝説シリーズ』、『バハムートラグーン』、『トレジャーハンターG』、『ライブ・ア・ライブ』、『クロノ・トリガー』、『ゼノギアス』、『キングダム ハーツII』よりアレンジ。ジャケットイラストは森泉岳土による描き下ろし。
収録曲
1. Memory of 16bit Medley：ミッションクリア〜反乱軍〜師範達の晩歌〜カエルのテーマ〜Farewell Song〜メイン・テーマ
  - 『バハムート ラグーン』『トレジャーハンターG』『クロノ・トリガー』『聖剣伝説3』『ファイナルファンタジー』
口笛太郎

2. 森が教えてくれたこと
  - 『聖剣伝説2』
Drakskip

3. Organization XIII〜The 13th Struggle〜Fragments of Sorrow〜Dearly Beloved
  - 『キングダム ハーツII』
カワイヒデヒロ、演奏：fox capture plan

4. ジョニー・C・バッド
  - 『ファイナルファンタジーVI』
KING COLUMBIA

5. ギルバートのリュート〜幻獣の街
  - 『ファイナルファンタジーIV』
RF

6. クロノ・トリガー〜風の憧憬〜ロボのテーマ」
  - 『クロノ・トリガー』
木村イオリ、Bashiry、演奏：bohemianvoodoo

7. シャドウのテーマ〜カイエンのテーマ〜エドガー、マッシュのテーマ
  - 『ファイナルファンタジーVI』
RF

8. 戦え！アルカイザー
  - 『サガ フロンティア』
RF

9. MEGALOMANIA
  - 『ライブ・ア・ライブ』（from 『RARE SQ』）
RF

10. サラのテーマ〜時の回廊
  - 『クロノ・トリガー』
Drakskip

11. Melodies Of Life
  - 『ファイナルファンタジーIX』
平戸祐介、演奏：畠山美由紀 meets 平戸祐介トリオ

12. やさしい風がうたう
  - 『ゼノギアス』
口笛太郎

### 和SQ ノンストップMIX!!!! “S”
また、ヴィレッジヴァンガード、タワーレコード、TSUTAYA、WonderGOO、HMV各店舗での購入者限定の初回購入特典CDも存在した。いずれもジャケットのみ異なり、内容は共通。「DJ和」により、既存のSQ MUSICシリーズのアレンジ曲がノンストップミックスされている。
ノンストップMIX収録曲
1. メインテーマ
  - 『ファイナルファンタジー』
from 『Cure SQ』

2. オープニング・テーマ
  - 『ファイナルファンタジー』
from 『FINAL FANTASY TRIBUTE-Thanks-』

3. ファイナルファンタジーV メインテーマ
  - 『ファイナルファンタジーV』
from 『More SQ』

4. ゴールドソーサー
  - 『ファイナルファンタジーVII』
from 『Beer SQ』

5. Can You Fly Sister?
  - 『聖剣伝説3』
from 『Beer SQ』

6. Rising Sun〜果てしなき戦場〜Requiem
  - 『聖剣伝説 -ファイナルファンタジー外伝-』
from 『Chill SQ』

7. 仲間を求めて
  - 『ファイナルファンタジーVI』
from 『More SQ』

8. トロイア国
  - 『ファイナルファンタジーIV』
from 『Cafe SQ』

9. 愉快なスペッキオ〜ゴンザレスのお歌
  - 『クロノ・トリガー』
from 『Cafe SQ』

10. 想い出のオルゴール〜はるかなる故郷
  - 『ファイナルファンタジーV』
from 『Cafe SQ』

11. Melodies of life
  - 『ファイナルファンタジーIX』
from 『FINAL FANTASY TRIBUTE-Thanks-』

12. Rosenkranz
  - 『サガ フロンティア2』
from 『More SQ』

13. 七英雄バトル
  - 『ロマンシング サ・ガ2』
from 『Battle SQ』

14. バトル1〜最後の闘い
  - 『ファイナルファンタジーIV』
from 『Battle SQ』

15. 魔王決戦
  - 『クロノ・トリガー』
from 『Battle SQ』

16. 風の憧憬
  - 『クロノ・トリガー』
from 『More SQ』

17. ビッグブリッヂの死闘〜妖星乱舞〜片翼の天使
  - 『ファイナルファンタジーV』『ファイナルファンタジーVI』『ファイナルファンタジーVII』
from 『Love SQ』

18. 決戦
  - 『ファイナルファンタジーVI』
from 『FINAL FANTASY TRIBUTE-Thanks-』

### 和SQ ノンストップMIX!!!! “Q”
2014年8月31日までに旧譜含むSQシリーズを購入し、スクエニメンバーズポイントを登録することでダウンロードすることができた限定音源。「DJ和」により、既存のSQ MUSICシリーズのアレンジ曲がノンストップミックスされている。
ノンストップMIX収録曲
1. メインテーマ
  - 『魔界塔士 Sa・Ga』
from 『Chill SQ』

2. WARM A LIVE〜LIVE OVER AGAIN
  - 『ライブ・ア・ライブ』
from 『Chill SQ』

3. 悠久の風 (migratory birds mix)
  - 『ファイナルファンタジーIII』
from 『Love SQ』

4. バトル2
  - 『ファイナルファンタジーIII』
from 『SQ Chips』

5. 勝利
  - 『ファイナルファンタジーシリーズ』
from 『Battle SQ』

6. The Spirit Chaser (SURLENT)
  - 『ルドラの秘宝』
from 『Battle SQ』

7. アインハンダー&プロジェクトシルフィードメドレー
  - 『アインハンダー』『プロジェクトシルフィード』
from 『SQ Chips』

8. 飛翔
  - 『ゼノギアス』
from 『SQ Chips2』

9. カイネ/救済
  - 『ニーア ゲシュタルト&レプリカント』
from 『More SQ』

10. ホームタウンドミナ
  - 『聖剣伝説 LEGEND OF MANA』
from 『SQ Chips2』

11. 子午線の祀り
  - 『聖剣伝説2』
from 『SQ Chips』

12. 希望与えし 「戌吠の神楽」
  - 『シグマ ハーモニクス』
from 『Battle SQ』

13. Mißgestalt & Todesengel
  - 『サガ フロンティア2』
from 『Battle SQ』

14. Dugem DE チョコボ
  - 『ファイナルファンタジーシリーズ』
from 『More SQ』

15. 在中国的戦闘〜鳥児在天空飛翔 魚児在河里游泳
  - 『ライブ・ア・ライブ』
from 『Battle SQ』

16. カエルのテーマ〜戦闘勝利 (SEXY-SYNTHESIZER remix)
  - 『クロノ・トリガー』
from 『Love SQ』

17. 遙かなる時の彼方へ
  - 『クロノ・トリガー』
from 『Love SQ』

18. Eyes On Me
  - 『ファイナルファンタジーVIII』
from 『SQ Chips』

19. アリア
  - 『ファイナルファンタジーVI』
from 『Chill SQ』

## Last SQ
2015年11月25日発売。これまでのSQシリーズの集大成と銘打たれており、ディスク2枚組で過去の再録曲を中心に新曲4曲を新たに収録している。『ファイナルファンタジーシリーズ』、『サガシリーズ』、『聖剣伝説シリーズ』、『ライブ・ア・ライブ』、『クロノ・トリガー』、『デュープリズム』、『キングダム ハーツII』よりアレンジ。ジャケットイラストは天野弓彦による描き下ろし。
収録曲
- Disc 1

1. 世界変革の時〜クロノ・トリガー
  - 『クロノ・トリガー』（『Last SQ』新曲）
Megumi Shiraishi feat. Akihisa Kominato

2. メインテーマ
  - 『ファイナルファンタジーシリーズ』（from 『Beer SQ』）
RÄFVEN

3. メインテーマ
  - 『ファイナルファンタジーV』（from 『More SQ』）
JABBERLOOP

4. ジョニー・C・バッド
  - 『ファイナルファンタジーVI』（from 『SQ SWING』）
KING COLUMBIA

5. Can You Fly Sister?
  - 『聖剣伝説3』（from 『Beer SQ』）
MOHIKAN FAMILY'S

6. 愛のテーマ
  - 『ファイナルファンタジーIV』（from 『Chill SQ』）
Uyama Hiroto

7. 魔王決戦
  - 『クロノ・トリガー』（from 『Battle SQ』）
Sword of the Far East

8. ビッグブリッヂの死闘〜妖星乱舞〜片翼の天使
  - 『ファイナルファンタジーV』『ファイナルファンタジーVI』『ファイナルファンタジーVII』（from 『Love SQ』）
→Pia-no-jaC←

9. The Extreme
  - 『ファイナルファンタジーVIII』（from 『More SQ』）
mouse on the keys

10. Organization XIII〜The 13th Struggle〜Fragments of Sorrow〜Dearly Beloved
  - 『キングダム ハーツII』（from 『SQ SWING』）
fox capture plan

11. アリア
  - 『ファイナルファンタジーVI』（from 『Cafe SQ』特典CD）
The Reign Of Kindo

12. Go! Go! ブリキ大王!!
  - 『ライブ・ア・ライブ』（from 『Cure SQ』）
栗コーダーカルテット（編曲：川口義之）

13. 聖剣伝説2 メドレー
  - 『聖剣伝説2』（from 『SQ Chips2』特典CD）
ぺさま

14. 旅の七人
  - 『アンリミテッド:サガ』（from 『Beer SQ』特典CD）
Sword of the Far East

15. Rosenkranz
  - 『サガ フロンティア2』（from 『More SQ』）
SAKEROCK

16. トロイア国
  - 『ファイナルファンタジーIV』（from 『Cafe SQ』）
Schroeder-Headz

17. 戦闘2
  - 『聖剣伝説 -ファイナルファンタジー外伝-』（『Last SQ』新曲）
Megumi Shiraishi feat. MIKA KOBAYASHI

- Disc 2

1. 届かぬ翼
  - 『ライブ・ア・ライブ』（『Last SQ』新曲）
Megumi Shiraishi feat. Ayasa

2. Rising Sun〜果てしなき戦場〜Requiem
  - 『聖剣伝説 -ファイナルファンタジー外伝-』（from 『Chill SQ』）
Kenmochi Hidefumi

3. 閃光
  - 『ファイナルファンタジーXIII』（from 『SQ Chips』）
Hidekazu Tanaka(MONACA)

4. KNOCK YOU DOWN!〜最強-VICTORY ROAD-
  - 『ライブ・ア・ライブ』（from 『Battle SQ』）
Miss Modular

5. 在中国的戦闘〜鳥児在天空飛翔 魚児在河里游泳
  - 『ライブ・ア・ライブ』（from 『Battle SQ』）
The LASTTRAK

6. 運命のコイン
  - 『ファイナルファンタジーVI』（from 『Cafe SQ』特典CD）
Kenmochi Hidefumi

7. マトーヤの洞窟
  - 『ファイナルファンタジー』（from 『Cafe SQ』）
デッドボールP

8. ホームタウンドミナ
  - 『聖剣伝説 LEGEND OF MANA』（from 『SQ Chips2』）
SmileR

9. 悠久の風 (migratory birds mix)
  - 『ファイナルファンタジーIII』（from 『Love SQ』）
DE DE MOUSE

10. ラスダン〜デュープリズムのテーマ
  - 『デュープリズム』（from 『Cafe SQ』）
millstones

11. 遙かなる時の彼方へ (livetune remix)
  - 『クロノ・トリガー』（from 『Love SQ』）
livetune

12. キャラクターメドレー
  - 『クロノ・トリガー』（from 『SQ Chips』）
DJ OMKT & MJ

13. Live for Live
  - 『ライブ・ア・ライブ』（from 『SQ Chips2』）
SEXY-SYNTHESIZER

14. アリア
  - 『ファイナルファンタジーVI』（from 『Chill SQ』）
Q;indivi

15. カオスの神殿〜妖星乱舞〜オープニングテーマ
  - 『ファイナルファンタジー』『ファイナルファンタジーVI』（『Last SQ』新曲）
Megumi Shiraishi feat. Kei Hirosue

### Last SQ 特典CD
また、タワーレコード購入者限定、ヴィレッジヴァンガード購入者限定の初回購入特典CDも存在した。それぞれの収録曲は1曲目は共通だが、2曲目が異なっている。
タワーレコード購入者特典CD 収録曲
1. Last SQ新曲メドレー
  - Last SQ に収録された新曲4曲のメドレー

2. Last SQ プレリュード
  - 新録アレンジ音源

ヴィレッジヴァンガード購入者特典CD 収録曲
1. Last SQ新曲メドレー
  - Last SQ に収録された新曲4曲のメドレー

2. EDM de チョコボ
  - 新録アレンジ音源